# Javier Aquino
Javier Ignacio Aquino Carmona, född 11 februari 1990 i San Francisco Ixhuatán, oftast kallad Javier Aquino, är en mexikansk fotbollsspelare som spelar för mexikanska Tigres UANL. Han var med och tog OS-guld i herrfotbollsturneringen vid de olympiska fotbollsturneringarna 2012 i London. Han började sin karriär i Cruz Azul innan han 2013 skrev på för Villarreal CF. Under sin första säsong i klubben hjälpte han laget att komma tvåa i Segunda División och därmed kvalificera sig för spel i La Liga säsongen 2013/14.

## Biografi
Som tonåring fick Javier Aquino spela med Cruz Azuls lag i de lägre divisionerna. Han spelade för Cruz Azul Lagunas i tredjedivisionen, och efter flera fina insatser flyttade han till Mexico City för att spela med Cruz Azuls reservlag. Säsongen 2010 togs han tillsammans med flera andra ungdomar i truppen under övervägande för en plats i a-truppen. Aquino blev en av säsongens genombrottsmän då han, främst tack vare sin fina teknik och snabbhet fick sitt stora genombrott.

## Klubbkarriär

### Cruz Azul
Den 23 juli 2010 debuterade Javier Aquino för Cruz Azul under coachen Enrique Meza i 0–3-vinsten över Estudiantes Tecos, då han byttes in mot Alejandro Vela i den 57:e minuten. Han gjorde sitt första mål i Liga MX den 24 oktober 2010 i den 13:e omgången i en match mot Morelia på Estadio Morelos som slutade 1-1. Han slog sig gradvis in i startelvan som förstavalet som högerytter i Cruz Azul, där han tillbringade ytterligare två säsonger och stod för över 90 framträdanden och sju mål.

### Villarreal
Den 28 januari bekräftades det att den spanska klubben Villarreal CF hade värvat Aquino. Ligadebuten kom i 1-1-matchen mot Hércules, då han byttes in i den 67 minuten istället för Moi Gómes.

## Internationell karriär

### Mexikos U-23-landslag
Javier Aquino kallades upp av Luis Fernando Tena för att delta i Panamerikanska spelen 2011, där han också fick spela i alla Mexikos sex matcher när man tog hem guldet efter finalsegern mot Argentina. Han gjorde sitt första landslagsmål i en träningsmatch mot Club León den 5 juli 2012. Aquino tog sedan en paus från a-laget för att träna med U23-landslaget under förberedelserna inför sommarens OS.

### Mexikos A-landslag
Javier Aquino gjorde sin officiella debut med Mexikos a-landslag den 4 juli 2011 mot Chile i 2011 års upplaga av Copa América där han fick spela alla tre gruppmatcherna.
Lagen i Copa América skulle ha spelare under 22 år (med undantag för fem överåriga spelare). Hans debut med seniorlaget kom när han den 11 november 2011 byttes in i den 86:e minuten i en vänskapsmatch mot Serbien som slutade med en 2-0-vinst. Hans nästa framträdande var den 25 januari 2012 i en annan vänskapsmatch, mot Venezuela, då han blev inbytt i den 56:e minuten när det stod 1-1 och matchen stod och vägde. Han låg bakom de två sista målen för Mexiko som därmed säkrade en 3-1-seger.